# Lechytia kuscheli
Lechytia kuscheli är en spindeldjursart som beskrevs av Beier 1957. Lechytia kuscheli ingår i släktet Lechytia och familjen Lechytiidae. Inga underarter finns listade i Catalogue of Life.